# Rubus adenocladus
Rubus adenocladus är en rosväxtart som beskrevs av Juzepczuk. Rubus adenocladus ingår i släktet rubusar, och familjen rosväxter. Inga underarter finns listade i Catalogue of Life.